# Christoph Lundgreen
Christoph Lundgreen (* 1980 in Hannover) ist ein deutscher Althistoriker und Hochschullehrer.

## Leben und Wirken
Christoph Lundgreen studierte von 2000 bis 2006 Rechts-, Literatur- und Geschichtswissenschaften an der Freien Universität Berlin, am University College London (UCL) sowie an der Humboldt-Universität zu Berlin. Sein Studium beendete er mit dem Magister Artium mit Auszeichnung in den Fächern Alte Geschichte, Neuere Geschichte sowie Teilgebieten des Rechts. Anschließend war er bis 2009 Stipendiat im Internationalen Graduiertenkolleg 625 „Institutionelle Ordnungen, Schrift und Symbole“ an der TU Dresden und der École pratique des Hautes Études in Paris. In dieser Zeit hatte er ebenfalls ein Gastkollegiat am Max Weber Kolleg für kultur- und sozialwissenschaftliche Studien in Erfurt inne. Im Rahmen eines Stipendiums der Gerda Henkel Stiftung und der Elise und Annemarie Jacobi-Stiftung forschte er 2009 in der Kommission für Alte Geschichte und Epigraphik des Deutschen Archäologischen Instituts. Im selben Jahr wurde Lundgreen mit einer Arbeit über „Regelkonflikte in der römischen Republik. Geltung und Gewichtung von Normen in politischen Entscheidungsprozessen“ promoviert und erhielt das Diplôme national de docteur mit très honorable avec félicitations. Die Promotion erfolgte im Rahmen eines co-tutèlle-Verfahrens an der TU Dresden bei Martin Jehne und der EPHE, Paris, bei Jean-Louis Ferrary. Im Rahmen der Arbeit an seiner Habilitationsschrift zur antiken Staatlichkeit forschte Lundgreen 2015 als Visiting Scholar am Department of Classics in Stanford und als Stipendiat des Feodor Lynen-Forschungsstipendiums für erfahrene Wissenschaftler der Alexander von Humboldt-Stiftung an der Universita degli studi Roma Tre. 2018/19 war er Fellow am Centre of Hellenic Studies der Harvard University. Im Wintersemester 2019/20 war er Visiting Fellow am Dipartimento di Civiltà e Forme del Sapere der Università di Pisa.
Seit 2007 geht Lundgreen einer Lehrtätigkeit an der TU Dresden nach. Von 2009 bis 2012 arbeitete er als Wissenschaftlicher Mitarbeiter im SFB 804 „Transzendenz und Gemeinsinn“ der TU Dresden unter der Leitung von Martin Jehne. 2012 übernahm er die Stelle des Akademischen Assistenten an Jehnes Lehrstuhl für Alte Geschichte. Als Teil der Grundausstattung des altertumswissenschaftlichen Teilprojekts war er seit 2017 an der Forschung im Dresdner Sonderforschungsbereich 1285 „Invektivität. Konstellationen und Dynamiken der Herabsetzung“ beteiligt. 2019 schloss er seine Habilitation in Dresden mit der Verleihung der venia legendi für Alte Geschichte ab. Anschließend wurde er in das Heisenberg-Programm der DFG aufgenommen. 2022 nahm Lundgreen den Ruf auf den Lehrstuhl für Alte Geschichte an der TU Dresden als Nachfolger von Martin Jehne an.
Lundgreen wurde 2016 mit dem Heinz-Maier-Leibnitz-Preis ausgezeichnet. Er war von 2013 bis 2017 Mitglied im Vorstand der Mommsengesellschaft, sowie Mitglied des Steering Committee of the British Epigraphy Society. 2016 wurde er in Die Junge Akademie an der BBAW und Leopoldina 2016 berufen, zu deren Sprecher er 2018 gewählt wurde. Er ist Mitglied der Vereinigung für Verfassungsgeschichte.

## Schriften (Auswahl)
Monographien
- Regelkonflikte in der römischen Republik. Geltung und Gewichtung von Normen in politischen Entscheidungsprozessen (= Historia Einzelschriften. Band 221). Steiner, Stuttgart 2011, ISBN 978-3-515-09901-1 (zugleich: Dissertation Dresden/Paris 2009).

Herausgeberschaften
- mit Martin Jehne: Gemeinwohl und Gemeinsinn in der römischen Antike. Steiner, Stuttgart 2013, ISBN 978-3-515-10327-5.
- mit Stephan Dreischer, Sylka Scholz, Daniel Schulz: Jenseits der Geltung. Konkurrierende Geltungsbehauptungen von der Antike bis zur Gegenwart. De Gruyter, Berlin 2013, ISBN 978-3-11-030309-4.
- Staatlichkeit in Rom? Diskurse und Praxis (in) der römischen Republik (= Staatsdiskurse. Band 28). Steiner, Stuttgart 2014, ISBN 978-3-515-10710-5.